# دیکشابهومی
دیکشابهومی یک مکان تاریخی بودایی است. این مکان در جایی قرار دارد که دکتر باباصاحب عمبدکار به همراه ۳۸۰٬۰۰۰ تن از پیروان خود در ۱۴ اکتبر ۱۹۵۶ تغییر دین دادند. تغییر کیش دکتر باباصاحب هنوز راهنمایی برای توده‌ها در هند است.
دیکشابهومی در شهر ناگپور ایالت مهاراشترا به عنوان مرکزی زیارتی بوداییان در هند مورد توجه واقع شده‌است. هرساله هزاران نفر به خصوص در جشن آشوک ویجایا داشمی در چهاردهم اکتبر، از این مکان بازدید می‌کنند. در این مکان گنبد بزرگی ساخته شده‌است.
دیکشا در لغت به معنای پذیرش دین و بهومی به معنای سرزمین است. به همین خاطر این مکان را دیکشابهومی نام‌گذاری کرده‌اند. دیکشا بهومی به خاطر معماریش نیز اهمیت دارد و یکی از مراکز گردشگری هند محسوب می‌شود.